# تلیخالی
تلیخالی (به لاتین: Telikhali) یک روستا در بنگلادش است که در استان باریسال و در ناحیه پیروج‌پور واقع شده است.